# Allium sannineum
Allium sannineum är en amaryllisväxtart som beskrevs av René Gombault. Allium sannineum ingår i släktet lökar, och familjen amaryllisväxter. Inga underarter finns listade i Catalogue of Life.